# Tauala elongata
Tauala elongata là một loài nhện trong họ Salticidae.
Loài này thuộc chi Tauala. Tauala elongata được Peng & Li miêu tả năm 2002.